# Karl Warner
Karl DeWitt Warner  (Woodbury, 23 de junho de 1908 – Rochester, 5 de setembro de 1995) foi um velocista e campeão olímpico norte-americano.
Integrou o revezamento 4x400 m americano que ganhou a medalha de ouro olímpica em Los Angeles 1932 junto com Ivan Fuqua, Edgar Ablowich e William Carr  e estabeleceu novo recorde mundial para a prova, 3:08.14.